# Ан Райсър
Ан Райсър (на английски: Anne N. Reisser) е американска писателка на произведения в жанра любовен роман.

## Биография и творчество
Ан Райсър е родена на 19 ноември 1942 г. в САЩ.
Първият ѝ любовен роман „Deceptive Love“ (Измамна любов) е издаден през 1981 г.
Ан Райсър живее във Вирджиния.

## Произведения

### Самостоятелни романи
- Deceptive Love (1981)
- Come Love, Call My Name (1982)
- By Love Betrayed (1982)
Предадена от любов, изд.: ИК „Хермес“, Пловдив (1995), прев. Маргарита Дограмаджян
- The Face of Love (1983)
Не можеш да избягаш, изд.: ИК „Хермес“, Пловдив (1996), прев. Мария Григорова
- The Captive Love (1983)
- Love, Catch a Wild Bird (1984)
- All's Fair (1987)